# Sphenoraia flavomarginata
Sphenoraia flavomarginata (лат.) — вид жуков-листоедов рода Sphenoraia из подсемейства Козявки (Hylaspini, Galerucinae).

## Распространение
Встречается в Юго-Восточной Азии: Китай (Сычуань).

## Описание
Мелкие жуки-листоеды. Самец: длина 5,5—6,0 мм, ширина 2,8—3,5 мм. Самка: длина 5,4—6,0 мм, ширина 2,9—3,6 мм. Антенны, вентральная поверхность тела и ноги коричневые. Голова, переднеспинка, щитик и надкрылья черновато-зелёные, вершинная область каждого сегмента брюшка жёлтая, надкрылья с жёлтыми полосами по базальному краю, идущими вдоль надкрылий от основания до вершинной 1/3, с одной поперечной жёлтой полосой на субвершинной области. Пронотум примерно в два раза шире своей длины, с округлыми боковыми краями; диск слабо выпуклый, покрыт мелкими точками в середине с крупными точками на других частях пронотума. Промежутки между точками, равные диаметру точек, покрыты мелкими точками. Щитик треугольный, с округлой вершиной, покрыт мелкими точками и короткими волосками. Метастернум вдвое длиннее мезостернума; передние ноги самые короткие, мезоторакальные немного длиннее, задние ноги самые длинные. Вид был впервые описан в 2022 году и похож на Sphenoraia yajiangensis. Однако новый вид имеет другой рисунок расположения жёлтых полос, одна поперечная жёлтая полоса присутствует на субвершинном крае надкрылий, а переднеспинка имеет редкие пунктировки. Эдеагус тонкий, его вершина узко заострена.